# السراب (أنمي)
السراب (باليابانية: ふしぎ遊戯) و (بالإنجليزية: Fushigi Yûgi) مسلسل أنمي ياباني من إنتاج إستديو بيرو عرض لأول مره في 6 أبريل 1995 واستمر عرضه حتى 28 مارس 1996. تمت دبلجة المسلسل للغة العربية بواسطة مركز الزهرة وعرض على قناة سبيس باور في عام 2010. وبعد إغلاق قناة سبيس باور أصبح يعرض على قناة سبيس تون التابعة لمركز الزهرة في أوقات متأخرة نسبيا هذا لأنه موجه لفئة المراهقين أما سبيس تون فهي للأطفال.

## القصة
تتحدث القصة عن صديقتين مقربتين في مرحلة الثانوية، في يوم من الأيام تذهبان معًا إلى المكتبة. لتدخل إحداهن إلى قسم محظور فتجد كتابًا أحمر مكتوبًا باللغة الصينية يلفت انتباهها فتقرأه هي وصديقتها، وفجأة يُسحبان إلى الكتاب ليجدا نفسيهما داخل عالم السوزاكو بالصين القديمة في قبضة زمرة من قطاع الطرق، تقوم ميارا بمحاولة إنقاذ يوي مخاطرة بنفسها لكن فجأة يظهر شاب'تاماهومي' بعلامة حمراء على جبينه وينقذهما.تتوالى الأحداث بعد ذلك وتستلم ميارا مهمة استدعاء السوزاكو، لتجد نفسها في مواجهة حقد يوي التي تصبح سيدة السيرو لتحبط مساعيها وذلك بتحريض من الجنرال تاراغوا.

## الشخصيات
السوزاكو:
- ميارا يوكي: سيدة السوزاكو، وهي فتاة ذات شعر أحمر فاقع يميل للبني، طيبة، محبوبة، شرهة، أكولة، ومتهورة لكن وفية لأصدقائها من السوزاكو ولصديقتها يوي، معجبة بتاماهومي.لديها أخ أكبر إسمه سوارين وهو الذي كان يحكي قصة الكتاب التي دخلته ميارا ويوي وأصبحتا جزءا منه.
- تاماهومي: محارب السوزاكو الوحش، يظهر في أغلب الأحيان المنقذ الحامي لميارا على الرغم من أن تصرفاته معها مزاجية لكن صلته بها قوية حيث ينبؤه احساسه حين تكون في خطر، وهو يحب ميارا حبا شديدا.
- الإمبراطور هوتوهوري: من محاربي السوزاكو السبعة، سلاحه هو السيف وهو إمبراطور هونان، وسيم هادئ وحكيم. قتل على يد تاراغو.
- تايسكي: هو المحارب الخامس من محاربي السوزاكو السبعة، وهو شخص عصبي ومتهور يستعمل مروحه اللهب التي حصل عليها من زعيم قطاع الطرق الذي كان يعمل لصالحه كسلاح، وقد أمر أن يكون تايسكي الزعيم بعد وفاته ولكنه رفض منصبه كزعيم وأمر صديقه كوجي أن يحل محله واختار الذهاب مع سيدة السوزاكو بدل ذلك وأخذ معه مروحة اللهب.
- نوريكو:محارب من محاربي السوزاكو السبعة، مضحك وأناني، مفعم بالنشاط في بعض الاحيان.ظهر لميارا وللجميع في البداية على أنه فتاة ولكن بسبب الظروف أخبرهم بحقيقة كونه رجلا لا فتاة وأنه فعل ذلك للانتقام من قاتل اخته الصغرى كورين فقد صدمتها عربه ثم هرب المتسبب، مات نوريكو في قتال اشتراي محارب السيرو بعد أن سبب له جروح بالغه ومع ذلك قاتل نوريكو بشجاعه وقتل اشتراي ثم تأخر ميتسكاكي والاصدقاء في قدومهم إلى نوريكو فقد وصلوا بعد فوات الاوان.
- ميتسكاكي: من محاربي السوزاكو السبعة، يمتلك طاقة الشفاء وهو رجل صامت قوي البنية مات عندما أنقذ حياة طفلة صغيرة وأعطاها طاقة الحياة خاصته.
- شيشيري: هو المفكر الحكيم من بين محاربي السوزاكو السبعة، لا يجيد القتال بالمعارك لأنه كما قال في إحدى الحلقات 'أن القتال ليس من اختصاصه'، يملك قبعة تسمح له بالانتقال بلمح البصر من مكان إلى آخر، كما يستطيع ان يتنكر بهيأة من أراد، ويكرر دائما عبارة:كما تعلم. ويضع قناعا على وجهه ليخفي الندبة التي سببها له صديقه.
- شيريكو: طفل عبقري التحق متأخرا بالمحاربين، سلاحه هو
- وسلاحه هو ورقة يستعملها للعزف كالناي وقتل على يد بوشي محارب السيرو.
- السيروا:
- يوي: صديقة ميارا منذ أيام الطفولة وهي فتاة لها شعر اصفر قصير وفية لصديقتها، انتقلت مع ميارا إلى الصين القديمة ظنت أن ميارا خانتها بتحريض من تاراغو فاعتبرتها عدوا لكن عندما علمت بالمكيدة التي سببها تاراغو بينها وبين ميارا تمنت آخر أمنية لحماية ميارا وعالمها من تاراغو فابتلعها السيرو لكن ميارا أنقذتها بالأماني التي منحتهم لها.
- تاراغو: جنرال بلاد الكوتو شخص شرير وغير مبالي فرق بين ميارا ويوي يسعى للوصول إلى حكم العالم، قتل على يد تاماهومي في آخر حلقة من الأنمي.
- امبوشي: وهو من محاربي السيرو يستخدم الناي كسلاح وهو من تسبب في فشل استدعاء السوزاكو في المرة الأولى.
- سيبوشي: من محاربي السيرو وهو شقيق امبوشي التؤام يستعمل كرة دوارة كسلاح وهو يحب يوي سيدة السيرو وهو من قتل والد تاماهومي وأخوته.
- سوي: محاربة من السيرو تستخدم الرعد سلاحا لها وهي تحب تاراكو.
- اشتراي: من محاربي السيرو نصف بشري ونصف ذئب وهو من قتل نوريكو محارب السوزاكو.
- بوشي: من محاربي السيرو قتل على يد تاتارا محارب البياكو وهو من قتل شيريكو محارب السوزاكو.
- تومو: محارب سيرو يستخدم الوهم في القتال قتل على يد سيبوشي.

## مؤدو الأصوات في الدبلجة العربية
- سمر كوكش: ميارا
- أسيمة يوسف: يوي
- عادل أبو حسون تاماهومي
- مروان أبو شاهين ـ هوتوهوري "الصوت الأول"
- أنجي اليوسف ـ نوريكو
- زياد الرفاعي - شيشيري
- رأفت بازو - تايسكي
- مروان فرحات - تتاراغو
- إياس أبو غزالة - انبوشي - سوبوشي
- هزار الحرك - سوي
- كامل نجمة
- منصور السلطي
- محمد فلفلة
- رغدة الخطيب ـ والده ميارا
- يحيى الكفري
- مجد ظاظا
- محمد خير أبو حسون
- لويز عبد الكريم
- ريم درويش
- محمود الحسين
- أيمن السالك ـ هوتوهوري"الصوت الثاني"

## روابط خارجية
Fushigi Yûgi
- Official Viz Media Fushigi Yûgi manga series site
- Official Studio Pierrot Fushigi Yûgi anime series site (باليابانية)
- فوشيغي يوغي على موقع ANN manga (الإنجليزية)
- Fushigi Yûgi Unofficial list of characters (with preview)

OVAs
- Official Studio Pierrot site for Fushigi Yûgi Eikoden